# باول إدواردز
باول إدواردز (بالإنجليزية: Paul Edwards)‏ (10 نوفمبر 1982 بدربي في المملكة المتحدة - ) هو لاعب كرة قدم بريطاني في مركز الهجوم. لعب مع نادي ساوثبورت ونادي كرو ألكساندرا وستافورد رينجرز.

## وصلات خارجية
- باول إدواردز على موقع قاعدة بيانات كرة القدم.إي يو (الإنجليزية)